# Charles Beckenhaupt
Charles Beckenhaupt (Altenstadt, 11 augustus 1885 - Noordzee voor de Engelse kust, 28 mei 1940) was een Frans germanist, afkomstig uit de Elzas. Hij was hoogleraar aan de Université libre de Bruxelles.

## Achtergrond
Hij werd geboren binnen het boerengezin van Karl Beckenhaupt en Helene Holcroft. Hijzelf huwde in 1910 Nella Moltzer, dochter van rechtsgeleerde Jacob Pieter Moltzer. Zij gingen samen ten onder toen het schip L'Aboukir, waarop zij voeren, getorpedeerd werd voor de Engelse kust na afvaart uit Oostende.

## Leven en werk
Beckenhaupt doorliep de Volksschule in Altenstadt en bezocht het gymnasium in het nabijgelegen Wissembourg waarmee Altenstadt later zou fuseren. Daarna ging hij theologie en daarna Duitse filologie studeren in Straatsburg (1904-1909) en behaalde in 1910 het onderwijsgetuigschrift voor hoger onderwijs. Na zijn huwelijk was hij leraar en in 1913 pakte hij de studies weer op met Deutsche und Romanische Philologie in München (1913-1915). Hij promoveerde met Die Entstehung des Grünen Heinrich, over de totstandkoming van het belangrijkste werk van de Zwitser Gottfried Keller, dat in 1915 gepubliceerd werd in Regensburg.
In 1909 was Beckenhaupt al aan het werk op het gymnasium, van 1910 tot 1913 was hij leraar aan het Kaiserslautern Lyceum in Metz, en van 1913 tot 1920 in München.
Zijn universitaire loopbaan begon in 1920 aan de Université libre de Bruxelles waar hij werd benoemd tot docent Duitse filologie en literatuur in opvolging van de expressionistische dichter Ernst Stadler, die tijdens de Eerste Wereldoorlog was gesneuveld. In 1922 volgde zijn benoeming tot hoogleraar. Tot aan zijn dood in 1940 bleef hij deze functie behouden.
Beckenhaupt specialiseerde zich zowel in de klassieke Duitse literatuur als in de literatuur uit de romantiek. Hij bestudeerde auteurs zoals Heinrich Heine, Georg Büchner, Rainer Maria Rilke en Thomas Mann.
Hij heeft tal van publicaties op zijn naam staan zoals:
- Thomas Mann ou L’Allemagne ignorée (1921)
- Le style des paysages dans "Faust" (1922)
- Jean Paul, 1763-1825 (1926)

Franse vertalingen van zijn hand van werken van Joseph von Eichendorff en Achim von Arnim werden gepubliceerd.